# Lasiarchis hirsut
Lasiarchis hirsut är en fjärilsart som beskrevs av Antonius Johannes Theodorus Janse 1958. Lasiarchis hirsut ingår i släktet Lasiarchis och familjen stävmalar. Inga underarter finns listade i Catalogue of Life.